# Nazionale maschile under 19 di football americano della Slovenia
La nazionale di football americano Under-19 della Slovenia è la selezione maschile di football americano che rappresenta la Slovenia nelle varie competizioni ufficiali o amichevoli riservate a squadre nazionali Under-19.

## Risultati
Legenda: Grassetto: Risultato migliore, Corsivo: Mancate partecipazioni

## Dettaglio stagioni

### Amichevoli
| Stagione | Vin | Par | Per | Tot | PF | PS | avversaria |
| -------- | --- | --- | --- | --- | -- | -- | ---------- |
| 2016     | 0   | 0   | 1   | 1   | 7  | 48 | Serbia     |
| Totale   | 0   | 0   | 1   | 1   | 7  | 48 |            |

### Riepilogo partite disputate
| Anno | Luogo  | Evento      | Fase del torneo | Incontro          | Risultato |
| 2016 | Sombor | Balkan Bowl |                 | Serbia - Slovenia | 48 - 7    |

## Confronti con le altre Nazionali
Questi sono i saldi della Slovenia nei confronti delle Nazionali incontrate.

### Saldo negativo
| Nazionale | Giocate | Vinte | Pareggiate | Perse | PF | PS | Ultima vittoria | Ultimo pari | Ultima sconfitta |
| --------- | ------- | ----- | ---------- | ----- | -- | -- | --------------- | ----------- | ---------------- |
| Serbia    | 1       | 0     | 0          | 1     | 7  | 48 | -               | -           | 2016             |